# Шадринский переулок
Ша́дринский переу́лок (бывшая Горная улица) — переулок в жилом районе «Пионерский» Кировского административного района Екатеринбурга.

## Происхождение и история названий
В конце 1920-х — 1930-х годах переулок назывался Горной улицей. Название Шадринский фиксируется немецким планом Свердловска 1942 года. Современное название переулок получил по имени города Шадринск.

## Расположение и благоустройство
Шадринский переулок идёт с севера на юг параллельно улице Уральской, начинаясь от примыкания к улице Милицейской и заканчиваясь у улицы Блюхера. Протяжённость переулка составляет около 230 метров. Ширина проезжей части — около 5 м. Светофоров и нерегулируемых пешеходных переходов на протяжении переулка не имеется.

## История
Возникновение переулка связано с формированием посёлка «Новый» (современный Пионерский жилой район) в середине 1920-х годов. Впервые переулок появляется на плане Свердловска 1929 года как застраиваемый. В это время он доходил до Советской улицы. Как уже застроенный переулок обозначен на плане Свердловска 1939 года. 

## Здания и сооружения
Внимание! Этот раздел содержит информацию по состоянию на май 2012 года
По нечётной стороне:
- № 17 — трёхэтажный жилой дом;
- № 19 — трёхэтажный 18-квартирный шлакоблочный жилой дом постройки 1954 года.

По чётной стороне:
- № 16 — семнадцатиэтажный многоквартирный жилой дом постройки 2000-х годов;
- № 18 — шестнадцатиэтажный многоквартирный жилой дом постройки 2000-х годов.

## Транспорт

### Наземный общественный транспорт
Движение наземного общественного транспорта по улице не осуществляется. Ближайшая остановка общественного транспорта — «Блюхера».

### Ближайшие станции метро
Действующих станций метро поблизости нет, в отдалённой перспективе в 250 метрах от конца переулка планируется строительство станции  «Гагаринская».